# Internazionali Tennis Val Gardena Südtirol 2021
Gli Internazionali Tennis Val Gardena Südtirol 2021, conosciuti anche come Sparkasse Challenger - Val Gardena Südtirol per motivi di sponsorizzazione, sono stati un torneo maschile di tennis giocato sul cemento indoor. Era la 12ª edizione del torneo, facente parte della categoria Challenger 80 nell'ambito dell'ATP Challenger Tour 2021. Si è giocato al Tennis Club Ortisei di Ortisei, in Italia, dall'8 al 14 novembre 2021.

## Partecipanti

### Teste di serie
| Nazionalità | Giocatore            | Ranking* | Testa di serie |
| ----------- | -------------------- | -------- | -------------- |
| Germania    | Oscar Otte           | 126      | 1              |
| Stati Uniti | Maxime Cressy        | 133      | 2              |
| Francia     | Quentin Halys        | 146      | 3              |
| Ecuador     | Emilio Gómez         | 149      | 4              |
| Italia      | Federico Gaio        | 151      | 5              |
| Spagna      | Fernando Verdasco    | 165      | 6              |
| Svizzera    | Marc-Andrea Hüsler   | 186      | 7              |
| Italia      | Alessandro Giannessi | 192      | 8              |

* Ranking al 1º novembre 2021.

### Altri partecipanti
I seguenti giocatori hanno ricevuto una wild card per il tabellone principale:
- Matteo Arnaldi
- Luca Nardi
- Alexander Weis

I seguenti giocatori sono passati dalle qualificazioni:
- Alexander Cozbinov
- Nerman Fatić
- Lucas Miedler
- Tobias Simon

## Punti e montepremi
| Torneo    | Torneo              | V     | F     | SF    | QF    | 2T  | 1T  | Q | Q2  | Q1  |
| Singolare | Punti               | 80    | 48    | 29    | 15    | 7   | 0   | 4 | 1   | 0   |
| Singolare | Premi in denaro (€) | 6 190 | 3 650 | 2 160 | 1 260 | 730 | 450 | – | 225 | 115 |
| Doppio    | Punti               | 80    | 48    | 29    | 15    | –   | 0   | – | –   | –   |
| Doppio    | Premi in denaro (€) | 2 670 | 1 550 | 930   | 550   | –   | 310 | – | –   | –   |

## Campioni

### Singolare
Oscar Otte ha sconfitto in finale  Maxime Cressy con il punteggio di 7–6(5), 6–4

### Doppio
Antonio Šančić /  Tristan-Samuel Weissborn  hanno sconfitto in finale  Lucas Miedler /  Alexander Erler con il punteggio di 7–6(8), 4–6, [10–8]